# Loudon Wainwright III
Loudon Snowden Wainwright III (født 5. september 1946) er en amerikansk folkesanger, sangskriver, humorist og skuespiller. 
Han er far til musikerne Rufus Wainwright, Martha Wainwright og 
Lucy Wainwright Roche, bror til musikeren Sloan Wainwright, og tidligere ægtemand til musikeren Kate McGarrigle i årene 1973 – 1977. Senere dannede han par med sangeren Suzzy Roche  fra The Roches.  
Wainwright vandt i 2010 en Grammy med albummet High Wide & Handsome: The Charlie Poole Project for Best Traditional Folk Album.

## Opvækst
Wainwright blev født i Chapel Hill, North Carolina i USA, som søn af yogalæreren Martha Taylor og Loudon Wainwright Jr., en skribent og redaktør for magasinet LIFE. Han voksede op i et velstillet miljø i Bedford, New York, en velstillet by i Westchester County. I skolen var han klassekammerat med Liza Minnelli. Blandt hans søstre er Sloan Wainwright, også en sanger, og han nedstammer direkte fra koloniguvernøren Peter Stuyvesant. Han tog eksamen ved St. Andrew's School.
Wainwright er en del af inspirationerne til figuren Jimmy Thudpucker i den politisk kommenterende tegneserie Doonesbury.[kilde mangler]

## Diskografi

### Studio- og konsertalbum
- Loudon Wainwright III (1970)
- Album II (1971)
- Album III (1972)
- Attempted Mustache (1973)
- Unrequited (1975)
- T Shirt (1976)
- Final Exam (1978)
- A Live One (1979)
- Fame and Wealth (1983)
- I'm Alright (1985)
- More Love Songs (1986)
- Therapy (1989)
- History (1992)
- Career Moves (1993)
- Grown Man (1995)
- Little Ship (1997)
- BBC Sessions (1998)
- Social Studies (1999)
- Last Man on Earth (2001)
- So Damn Happy (2003)
- Here Come the Choppers (2005)
- Strange Weirdos (2007)
- Recovery (2008)
- High Wide & Handsome: The Charlie Poole Project (2009)

### Samleudgivelser
- Fame and Wealth / I'm Alright (1991) – denne udgivelsen samler begge album på en CD, men mangler et spor fra begge album
- One Man Guy: The Best of Loudon Wainwright III 1982–1986 (1994)

### Singler
- «Dead Skunk» / «Needless to Say» (1973, CBS 4-45726)
- «Down Drinking at the Bar» / «I am The Way» (1974, CBS 2172)
- «Five Years Old» / «Rambunctious» (1983, Demon D1016)
- «Cardboard Boxes» / «Colours» (1985, Demon D1039)
- «Unhappy Anniversary» / «The Acid Song» (1986, Demon D1044)
- «Thank You, Girl» (John Hiatt) / My Girl (med John Hiatt) (1987)
- «Your Mother and I» / «At the End of a Long Lonely Day» (med John Hiatt) (1987, D1051)
- «T.S.D.H.A.V.» / «Nice Guys» (1989, Silvertone, ORE 15)
- «Jesse Don't Like It» (live) / «T.S.D.H.A.V.» (live) (1990, Hannibal-kassett single HNC 0705, Hannibal 7" vinyl HNS 0705)

## Film
- G-Force (2009) som Bedstefar Goodman
- Knocked Up (2007) som Dr. Everett Howard
- For Your Consideration (2006) som Nominee Ben Connelly
- Elizabethtown (2005) som Onkel Dale
- The 40 Year Old Virgin (2005) som Priest
- The Aviator (2004) som Cocoanut Grove-vokalist nummer 2
- Big Fish (2003) som Beamen
- Undeclared (2001) TV-serie som Hal Karp
- 28 Days (2000) som Gitarmannen
- Jacknife (1989) som Ferretti
- The Slugger's Wife (1985) som Gary
- The T.V. Show (1979) (TV) som Død mann på Telethon/Spinal Tap
- M*A*S*H (1975) (TV) som kaptein Calvin Spaulding, den syngende kirurgen